# Le Livre de la jungle (série télévisée d'animation)
Pour les articles homonymes, voir Le Livre de la jungle (homonymie).
 (janvier 2021).
Le Livre de la jungle est une série d'animation franco-indo-germano-américaine réalisée par Christian Choquet et diffusée de 2010 à 2020 dans TFOU sur TF1. Elle fut aussi diffusée sur Boomerang en 2012. 
Elle est inspirée du Livre de la jungle, le recueil de nouvelles de Rudyard Kipling.

## Résumé
Mowgli a grandi dans la jungle indienne parmi une meute de loups. Le petit homme reste plus intrépide que la plupart des prédateurs. Curieux de tout apprendre, il explore chaque jour, en s'amusant, les dessous de la forêt vierge, mais sa fougue et sa jeunesse l'empêchent parfois de voir les dangers qui le guettent. 
Heureusement, il peut compter sur ses amis protecteurs, l'ours Baloo et la panthère Bagheera, qui veillent sur lui et le protège lorsque le dangereux tigre Shere Khan rôde dans les parages...

## Fiche technique
- Réalisateur : Christian Choquet
- Production : Caterina Gonnelli, Aashish Kumar Saxena et Shailaja Reddy
- Directeur artistique : Sioddkarth Vasudeva
- Musique : Guy Michelmore
- Générique : Lou Lussier
- Pays d'origine : France, Inde, Allemagne, États-Unis
- Langue originale : Français
- Genre : Animation
- Nombre de saisons : 2
- Nombre d'épisodes : 104
- Durée : 11 minutes
- Date de première diffusion : 25 octobre 2010 (TF1)

## Distribution
- Tom Trouffier : Mowgli
- Denis Boileau : Baloo
- Tony Marot : Bagheera
- Damien Ferrette : Shere Khan
- Bernard Alane : Kaa / Hathi / Akela
- Jean Marco Montalto : Faona / Cheel / Jaccala
- Adrien Solis : Tabaqui / Bala / Voix témoins
- Nayéli Forest : Darzee / Laly
- Nathalie Homs : Voix témoins
- Patrice Dozier